# 大根島
大根島（日语：／ Daikon-shima */?），是位于日本島根縣的中海裡的島嶼，與其東北側的江島同樣為玄武岩火山島。
現在大根島藉由兩條過去對中海進行围垦工程所遺留下來的堤防道路與日本本州及江島連接；行政區劃上過去與江島同屬八束郡八束町，在2005年4月後併入了松江市。
目前島上的特產是人參及牡丹，也因此有以牡丹為主題的觀光景點，包括日式庭園由志園及大根島牡丹大根島芍藥園，每年四月至五月期間也會固定舉辦「大根島牡丹祭」。

## 歷史
雖然「大根」在日文中指的是蘿蔔，不過大根島名字的由來與蘿蔔並沒有關係；大根島最早在8世紀完成的出雲國風土記中記載為「蜛蝫島」，之後使用的漢字先後轉化為「島」、「島」、「島」，最後成為現在使用的「島」。
據說島上最早的牡丹是在大約300年前，島上全隆寺的住職在前往遠江國（位於現在的靜岡縣）秋葉山學習後，將作為藥材使用的牡丹帶回島上種植，此後島上的農民也逐漸跟著栽種牡丹，成為島上的特產。1950年代種植的技術有了突破後，島上的牡丹開始銷往全日本甚至海外，也使得牡丹成為大根島的象徵，現在牡丹花更成為島根縣的縣花。
而人參則是在18世紀中期松江藩藩主松平宗衍嘗試在藩內栽培高麗人參，經過長期的改良後，終於在19世紀初成為松江的特產，在藩內各地廣為種植，並以「雲州人參」知名開始銷往日本各地，1813年大根島上也設立了人參方役所負責管理島上的人參事業。但之後隨著日本的產業發展變化，原松江藩的區域內只剩下大根島還繼續種植人參，現在大根島也成為日本人參的主要產地之一。
1950年代開始，島根縣政府曾計畫在中海進行大規模的圍墾以取得更多的農地，並在1968年開始進行圍墾工程，1970年代期間大根島也由於圍墾工程堤防上的道路，得以直接以道路與日本本土相連；但在1980年代環保意識抬頭，圍墾工程開始受到反對，最終圍墾計畫在2002年確認終止，而過去在堤防上興建的道路則被保留下來，繼續作為大根島的聯外道路，現在這些堤防道路已經是島根縣道338號美保關八束松江線的其中一個路段。
2010年台灣台北市舉辦臺北國際花卉博覽會時，邀請大根島的牡丹花業者於農曆新年前在台北市建國假日花市舉辦「松江大根島牡丹花展」，此後此項展覽成為台北市建國假日花市每年農曆新年前的固定活動。

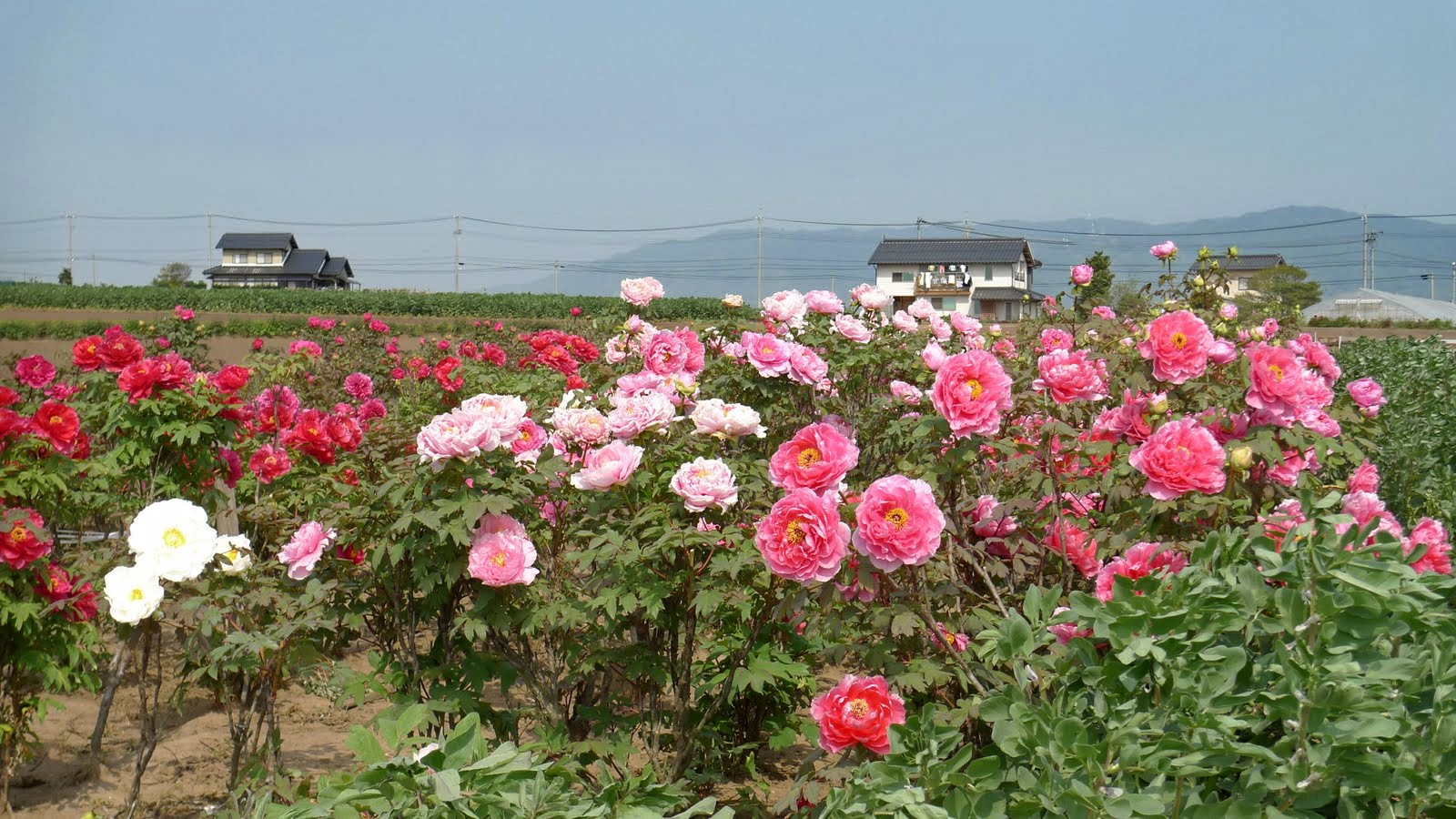
大根島的牡丹田
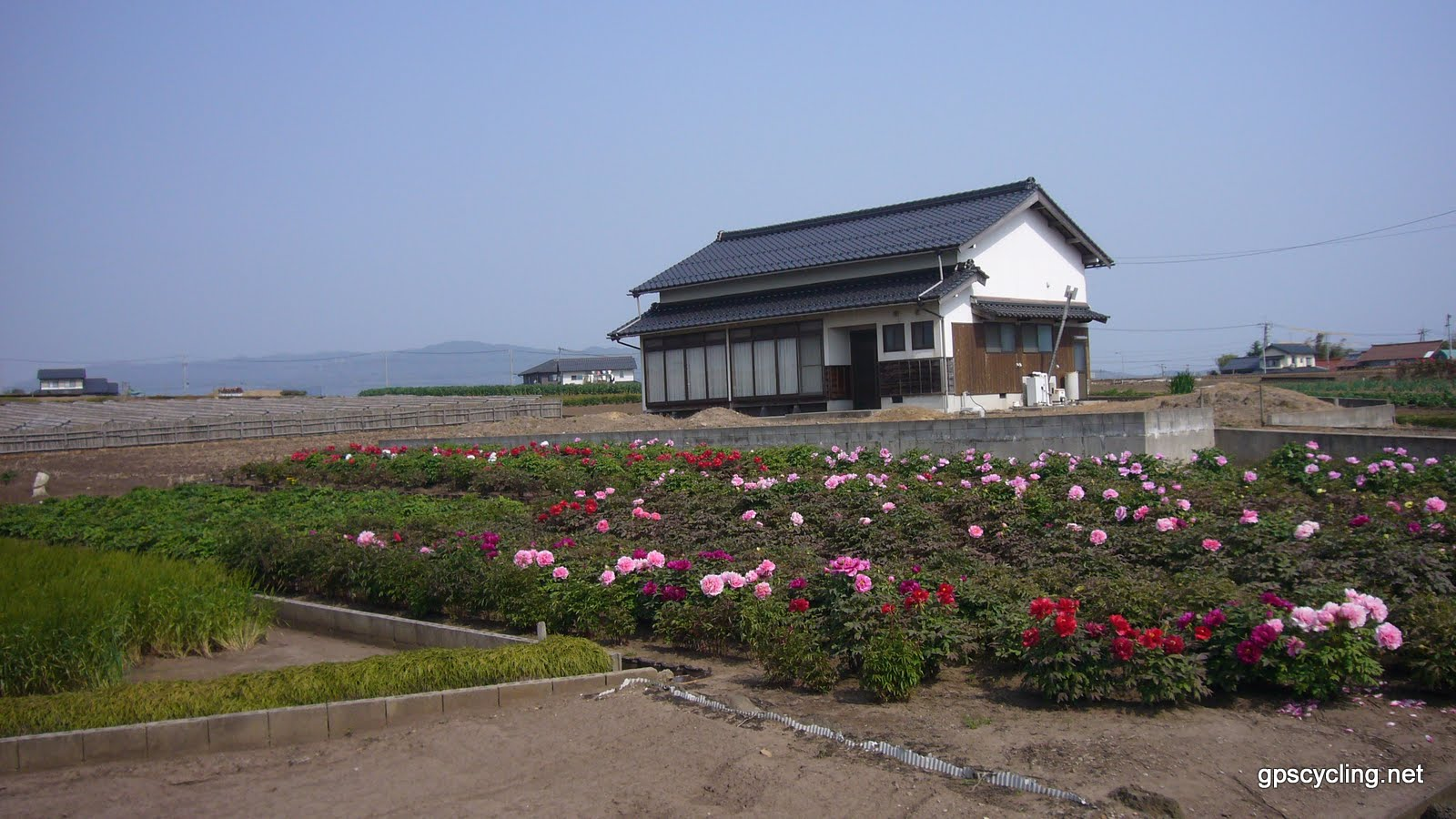
大根島的牡丹田
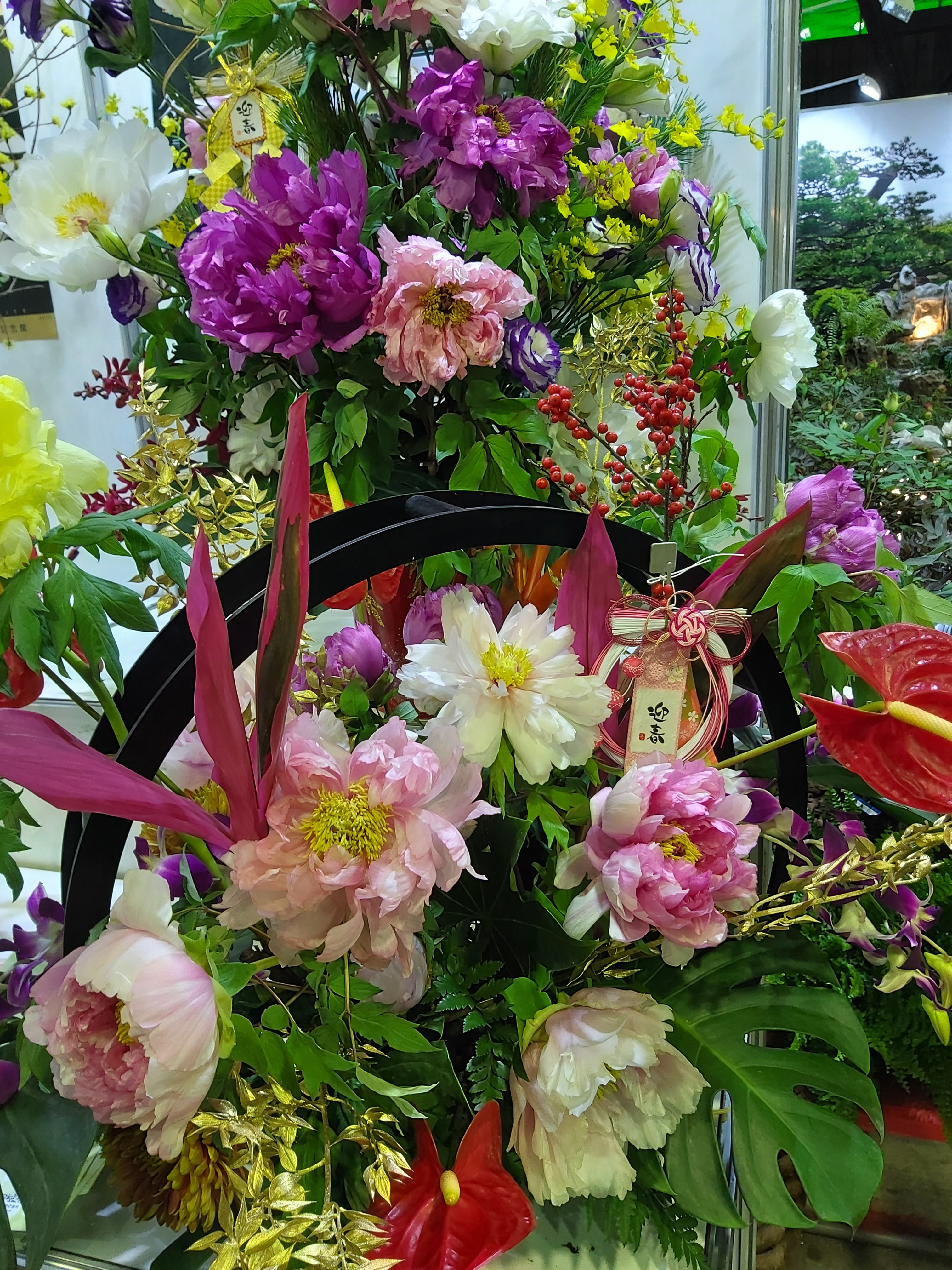
2024年2月臺北建國假日花市上的「日本松江大根島牡丹花展」盆景

## 地質歷史

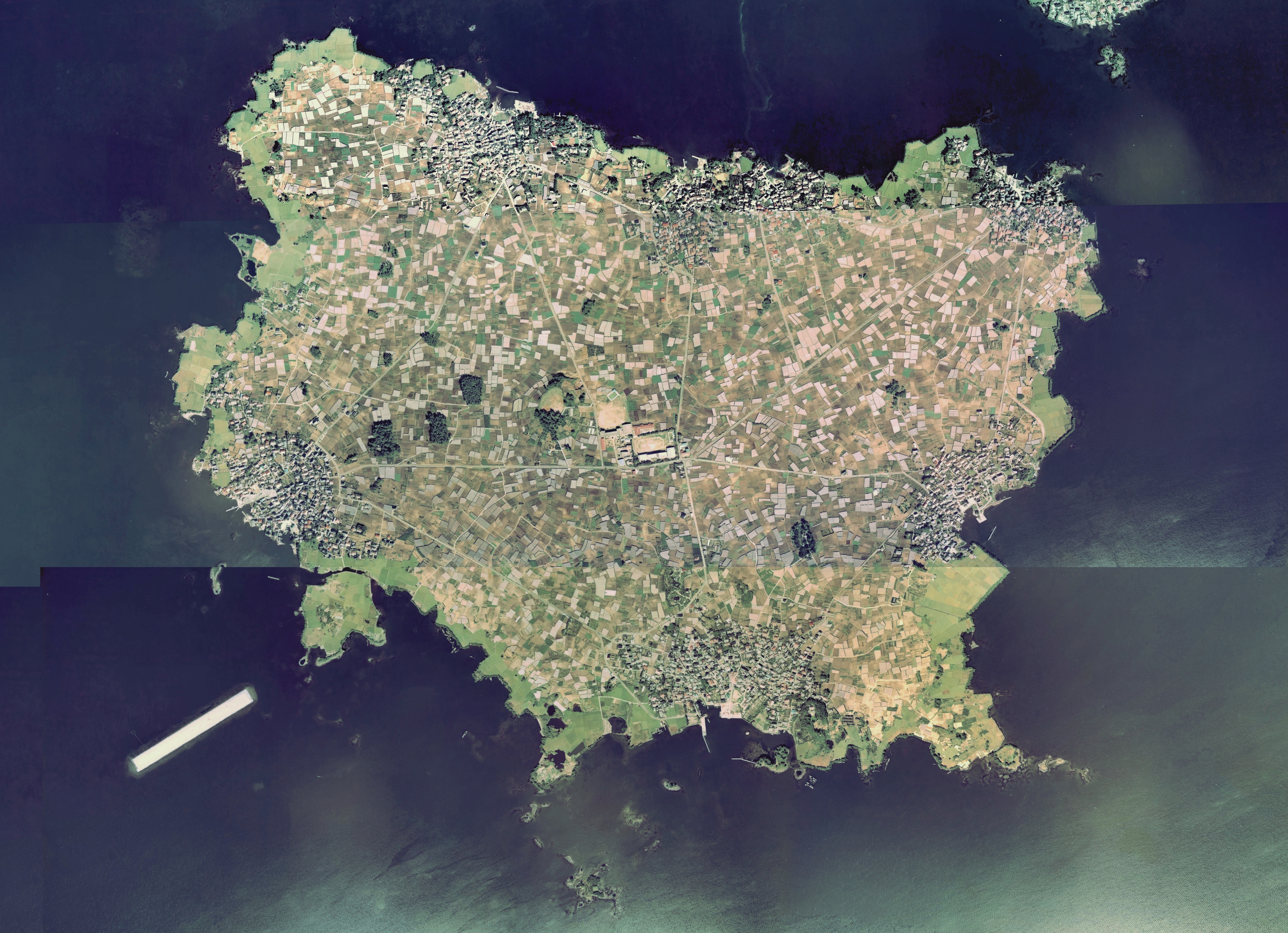
大根島空照圖

大根島位於一個自台灣北部往東北延伸經九州北部至中國地方的褶曲帶最東端處，因此該褶曲帶被命名為臺灣-宍道褶曲帶。
大根島與東北側的江島都是約為19萬年前形成由玄武岩岩漿構成的小型盾狀火山，由於玄武岩岩漿的黏性低，整座島嶼的地勢平緩，全島最高處為位於中心處的火山渣錐－大塚山，高度僅42.2公尺，也成為全日本高度最低的火山。
也因此在大根島地下有許多熔岩管，目前有兩個可供參觀的熔岩管洞穴，分別名為“幽鬼洞”（大根島熔岩隧道）和“龍溪洞”（大根島第二熔岩隧道）。其中“幽鬼洞”限學術目的才能進入，“龍溪洞”則可在預約後由島根縣自然觀察指導員的帶領下進入參觀。

## 外部連結
- （日語） 大根島（页面存档备份，存于） 松江觀光協會八束町支部